# Paul Hermberg (Kaufmann)

Paul Hermberg

Paul Wilhelm Hermberg (* 9. März 1855 in Lübeck; † 19. August 1915 ebenda) war ein deutscher Kaufmann, Fabrikbesitzer und Mäzen.

## Leben
Paul Hermberg wurde 1855 als Sohn des Steindruckereibesitzers Johann Carl Friedrich Hermberg († 24. Juni 1898) geboren. Anno 1882 trat er in die 1858 begründete väterliche Firma, der Hermbergsche Lithographische Anstalt und Steindruckerei mit Sitz An der Obertrave 13, ein. Unter seiner Führung blühte sie auf. Während sein Vater im Fabrikgebäude wohnte, bewohnte Paul Hermberg das Haus An der Untertrave 105 und zog später in ein angemessenes Haus in der Friedrich-Wilhelm-Straße Nr. 22. um.
Dem expandierenden Geschäft wurden die Räume An der Obertrave bald zu klein und man erbaute sich ein stattliches neues Geschäftshaus in der Johannisstraße, das Hermberg’sche Haus. Die Führung war derweil an Pauls Sohn Herrmann Hermberg übergegangen und die graphischen Erzeugnisse der Anstalt gingen nach Deutschland und über seine Grenzen hinaus in den skandinavischen Norden.
Im öffentlichen Leben betätigte Paul Hermberg sich rege. Größtenteils tat er dies auf dem Gebiet der städtischen Verwaltung, der Brand-Assekuranzkasse und des Tierschutzes.
Am 26. Oktober 1898 wählte der Lübecker Senat den bürgerlich Deputierten in den Vorstand der Lübecker Irrenanstalt.
Aus der Einquartierungsbehörde für die Stadt Lübeck, Vorstadt St. Jürgen, schied er 1905 aus.
Im darauffolgenden Jahr, 1906, wurde er als bürgerliches Mitglied in die Ober-Ersatz-Kommission für die Jahre 1906 bis 1908 gewählt. Sein Mandat wurde 1909 bis 1911 verlängert.
Mit dem 22. November 1912 wurde er als Mitglied in die Geographische Gesellschaft aufgenommen.
Zudem war er, wie die meisten zu jener Zeit, ein begeisterter Soldat. Als Oberleutnant d. L. war er Mitglied im Kameradschaftsbund der 76er und 162er zu Lübeck und der Vereinigung inaktiver Offiziere und Sanitätsoffiziere. Am 5. Oktober 1914, kurz nach Ausbruch des Weltkriegs, meldete er sich – ungeachtet seines hohen Alters – zum freiwilligen Dienst beim Ersatz-Bataillon des heimischen Hanseatischen Infanterie-Regiments.
Bedingt durch die Überanstrengungen erkrankte er nach kurzer Zeit schwer, wurde aber wieder gesund. Im August des Jahres 1915 starb er an einem Gehirnschlag.

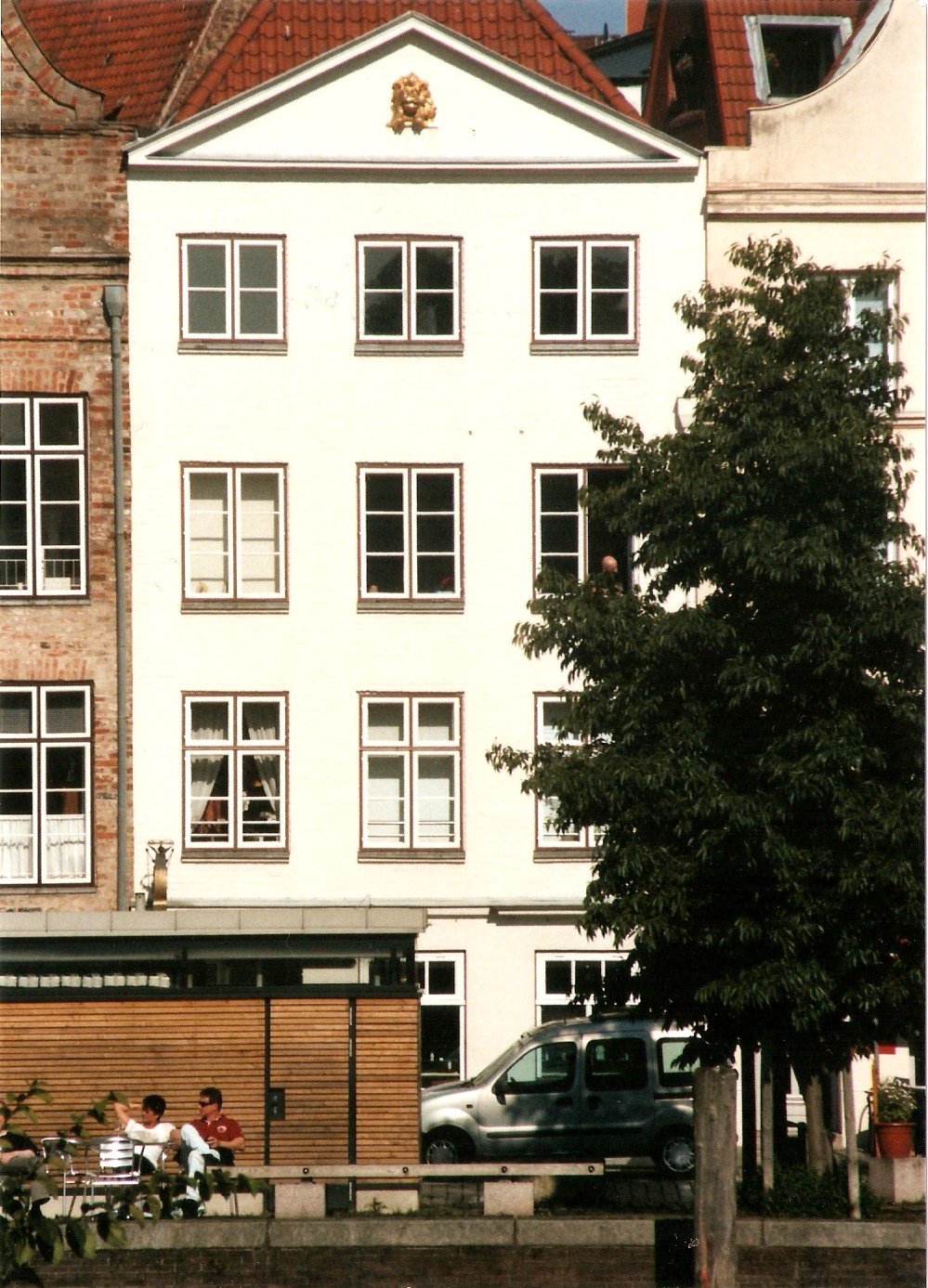
Einstiges Stammhaus An der Obertrave 13
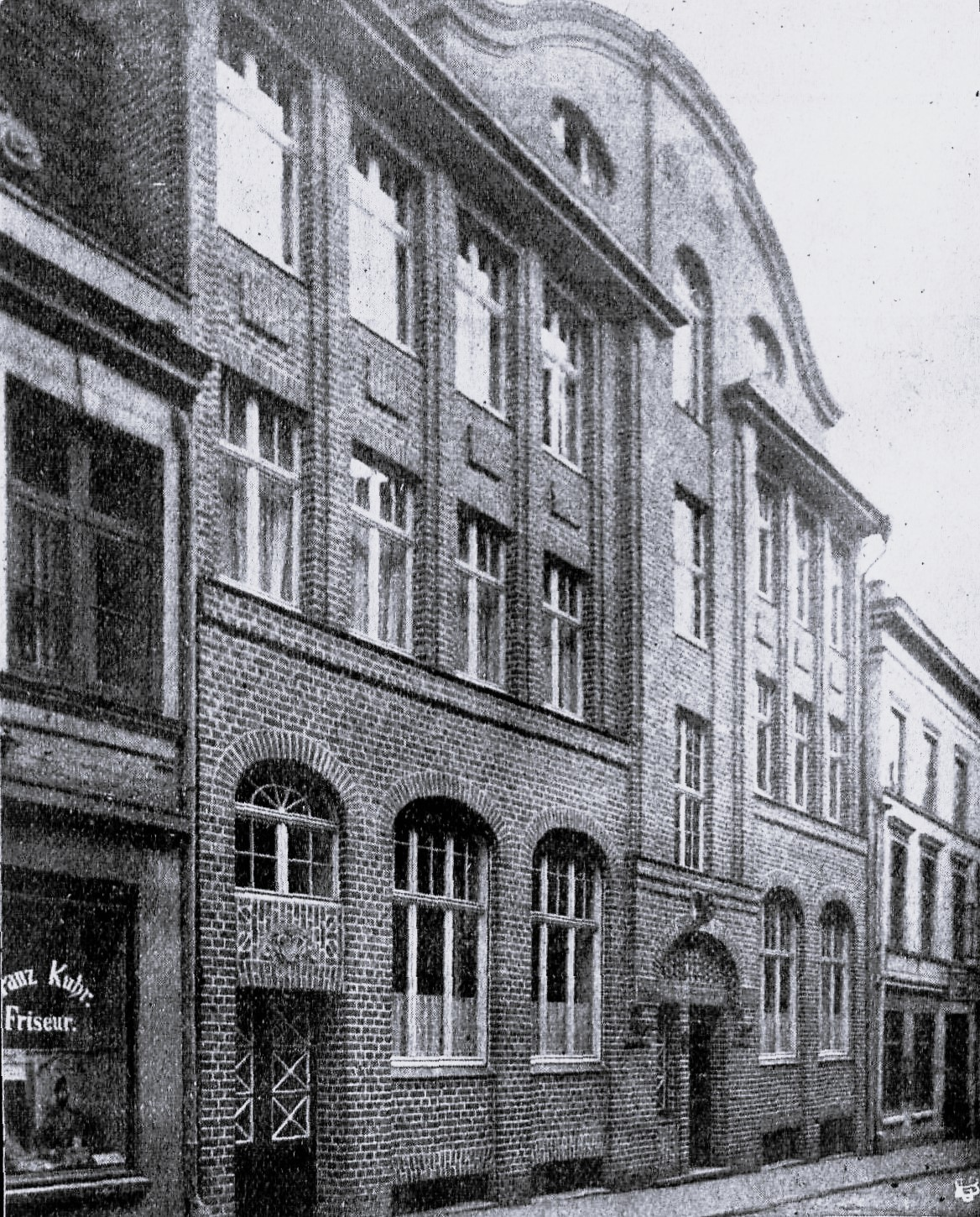
Das Hermberg’sche Haus Johannisstraße Nr. 23